# Weerradar

Weerradarbeelden

Een weerradar, buienradar of neerslagradar is een rondzoekradar ten behoeve van het detecteren en waarnemen van neerslag in en buiten de bewolking.

## Kenmerken
De radarantenne in het weerstation zendt een pulsvormig radiosignaal uit dat voor een deel door neerslag wordt weerkaatst. Uit de richting van de antenne en uit de tijd die verloopt tussen het uitzenden van de puls en de ontvangst van de echo's volgt de positie van neerslaggebieden. Op een beeldscherm worden die gebieden met ontvangen radarenergie getoond met een landkaart als achtergrond. Lagere en hogere intensiteiten in teruggekaatste energie (lichte en zwaardere neerslag) worden onderscheiden door verschillende kleuren te gebruiken.
De weerradar werkt volgens hetzelfde principe als een radar. Echter door een juiste keuze van de frequentie en de pulsvorm van de uitgezonden puls worden de reflecties door regendruppels (wolken) van de weerkaatste zendenergie maximaal zodat de neerslaggebieden gedetecteerd kunnen worden.
Een serie radarbeelden met tussenpozen van een paar minuten laat bijvoorbeeld zien of de buien zwaarder worden en hoe ze zich verplaatsen. De bewegende radarbeelden zijn vaak te zien tijdens de weerpresentaties op de televisie. Deze informatie wordt gebruikt om een indicatie te krijgen voor het neerslagpatroon in de komende paar uren. Zo kan men soms tot op enkele minuten nauwkeurig aangeven wanneer het ergens gaat regenen of wanneer de regen ophoudt.
De radarantenne zit vaak in een bolvormige behuizing (radome) om de antenne vooral tegen weersinvloeden van buitenaf te beschermen. De zend- en ontvangstapparatuur is meestal ondergebracht in een gebouw, kast of container. Op de toren van het KNMI in De Bilt is de oude radome, die sinds mei 2017 niet meer operationeel is, vanaf grote afstand duidelijk zichtbaar. Dergelijke grondradars werken met een aantal vaste elevaties.
Mobiele buienradars in de neus van vliegtuigen hebben een gyroscoop om de bewegingen van het vliegtuig te compenseren. De piloot kan de radar ook richten op hoge of lage bewolking.

## Interpretatie
Hoe mooi de apparatuur ook is, de beelden van de weerradar tonen niet altijd de zuivere werkelijkheid. Er zitten daarom nogal wat haken en ogen aan de interpretatie van radarbeelden.
Het belangrijkste is de kromming van de aarde, die invloed heeft op het bereik van de radar(golven). De radargolven planten zich namelijk rechtlijnig voort, terwijl het aardoppervlak licht gebogen is. De radargolven schieten op deze wijze steeds hoger de bewolking in naarmate ze zich verder van de antenne af bevinden. De meeste neerslag bevindt zich echter beneden de 5 km hoogte zodat radargolven daarboven weinig neerslagelementen kunnen detecteren. De radar ziet dus niets terwijl het op die plek best flink kan regenen. Het theoretische bereik van de radar is zo'n 300 km rondom het radarstation. In de praktijk houdt het bij zo'n 180 à 200 km rondom wel op.
Lichte neerslag als lichte motregen en lichte (mot)sneeuw wordt ook niet altijd even goed door de radar opgemerkt. Het kan dus een beetje miezeren terwijl het radarbeeld op die plaats helemaal geen echo's toont. De oorzaak ligt in de diameter van de druppeltjes of vlokjes. Zijn ze te klein dan herkent de radar ze niet als neerslag.
Afscherming is een tweede factor die zich vooral voordoet bij neerslagzones waarin aanhoudende matige tot zware neerslag voorkomt. Wanneer de radargolven eerst door het zwaarste deel van het neerslaggebied gaan, zal er veel gereflecteerd worden en weinig energie overblijven waardoor het deel van de neerslag daarachter niet meer juist afgetast kan worden. Op het radarbeeld wordt dan ten onrechte een gebied met zwakkere echo's achter de zwaardere echo's getoond en kan zelfs het verkeerde idee geven dat het neerslaggebied ophoudt (valse achterkant).

## Weerradar in België
Het KMI kon sinds het begin beschikken van de beelden van de weertoren van Belgocontrol die staat op de luchthaven van Zaventem. In theorie maakt deze radar beelden in een straal van 250 km en was grondgebied België bedekt. In de praktijk levert hij echter heel precieze beelden op in een straal van 80 à 100 km. Daarom werden er door de Regie der Gebouwen twee andere aanvullende weerradars geplaatst. Hierdoor is België het land met de beste dekking van weerkundige radars.
Zaventem
De eerste weerradar te België was op de luchthaven. Momenteel wordt hij beheerd door Belgocontrol. De weertoren werd vanaf het begin ter beschikking gesteld van het KMI, vermoedelijk vanaf 1956 bij de uitbreiding van de luchthaven naar Zaventem. De samenwerking gaat terug tot 1946 als de Belgische overheid de Luchthaven van Melsbroek ter beschikking krijgt na de Duitse overgave.
Wideumont (Libramont)
De eerste bijkomende weerradar werd te Wideumont gebouwd en is sinds september 2001 actief. Hij is in totaal 51 meter hoog en staat op een stalen constructie van 46 meter.
Jabbeke
Sinds juni 2012 staat er een derde weerradar in Jabbeke en sinds september 2012 is hij actief. Deze staat op een 51 meter hoge toren en dient als aanvulling voor de beide andere. Door deze toren kunnen preciezere beelden gemaakt worden van de regio en van boven de Noordzee. Hiervoor gebruikt hij de dubbele polarisatietechniek (dual polarisation) waarmee hij naast de buien ook de soort neerslag kan registreren. Daarnaast gebruikt ook de VMM de geleverde gegevens om overstromingen te voorspellen. Na 8 maanden proefdraaien en controle is hij operationeel sinds eind mei 2013. Hij is ook geïntegreerd in het Europees radarnetwerk Eumetnet en OPERA.
Houthalen
Deze weerradar is onder beheer van de VMM en was in 2016 operationeel. De 65 meter hoge toren staat in het militaire domein van Houthalen-Helchteren. Net als de weerradar in Jabbeke is deze radar voorzien van dubbele polarisatietechniek (dual polarisation).

## Weerradar in Nederland

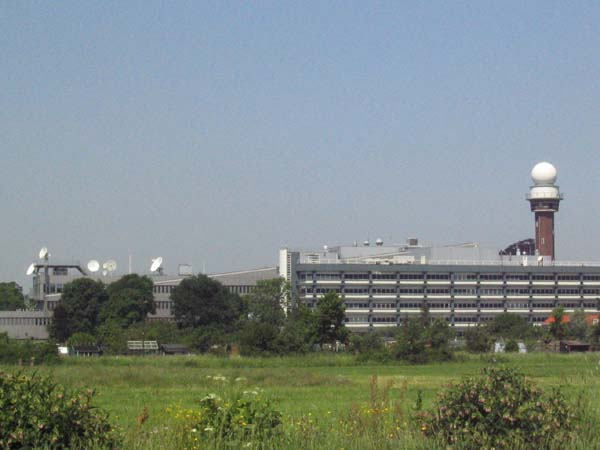
Gebouw van het KNMI in De Bilt, met rechts de toren met de oude weerradar onder de radome

Het gebruik van weerradar kwam in de tweede helft van de twintigste eeuw tot ontwikkeling.
Het KNMI kreeg in 1959 zijn eerste weerradar op de luchthaven Schiphol, in 1962 gevolgd door De Bilt. In de jaren tachtig werden dat digitale radars en sinds 1989 verloopt de waarneming automatisch. Radarbeelden op PC worden nu (2004) gebruikt door diverse instanties op het gebied van luchtvaart, scheepvaart, recreatie, landbouw, verkeerspolitie en waterstaat. De Nederlandse radargegevens worden sinds 1990 opgenomen in een Europees radarbeeld.
In 1996 en 1997 zijn nieuwe radars geïnstalleerd op een gebouw van de Koninklijke Marine in Den Helder en op de toren van het KNMI in De Bilt. Dit moderne radarsysteem maakt gebruik van het dopplereffect. De dopplerradar heeft het voordeel dat ook windsnelheden in buien kunnen worden gemeten, een toepassing die sinds 2004 operationeel is. Deze gegevens maken het mogelijk om beter te waarschuwen voor zware buien met windstoten. Het in 2004 in gebruik genomen radarnetwerk met antennes in Den Helder - als vervanging van Schiphol - en in De Bilt bood een dekking van geheel Nederland: de radars brachten heel Nederland en het zuiden van de Noordzee in beeld. In Herwijnen is in mei 2017 door het KNMI een voormalige radartoren van de luchtverkeersleiding in gebruik genomen als vervanger van de neerslagradar in De Bilt, waar hoge gebouwen het zicht rondom de antenne steeds meer beperkten. Voordat dopplerradar in gebruik genomen werd, werden windmetingen alleen met weerballonnen, op weerstations en satellieten uitgevoerd.
Sinds enkele jaren kan men in Nederland elke 5 minuten een radarbeeld bekijken. Op internet zijn de actuele radarbeelden te bekijken (zie externe links), soms pas wanneer je een abonnement hebt afgesloten. Voor zover bekend maken alle websites met weerradarbeelden voor Nederland gebruik van data die worden ingekocht bij het KNMI en die afkomstig zijn van de KNMI-neerslagradars Herwijnen en Den Helder.

### Locaties radarstations
- U.S. doppler radar sites
- USA Radar-Composite & Regional Radars
- De weerradar Belgocontrol te Zaventem
- De weerradar te Libramont

### Actuele radarbeelden
- Weerradar België KMI
- Buienradar Nederland
- Buienradar België
- West-Europa (MeteoX)
- Weerradar NL, BE, DE, UK
- Weerradar Herwijnen
- Weerradar Den Helder

- Gemeinsame Normdatei: 4270420-0
- Library of Congress Control Number: sh85110320
- Nationale Bibliotheek van Israël: 987007555986205171